# ピアノソナタ第25番 (ベートーヴェン)
ピアノソナタ第25番（ピアノソナタだいにじゅうごばん）ト長調 作品79は、ルートヴィヒ・ヴァン・ベートーヴェンが1809年に作曲したピアノソナタ。

## 概要
ひとつ前の第24番とこのピアノソナタが作曲された1809年は、『運命交響曲』（1808年）、『田園交響曲』（1808年）、『皇帝協奏曲』（1809年）などの大作が生み出されていた時期にあたる。一方、ピアノ曲の分野では小品が量産されており、前作同様この曲も小さな規模にまとめられている。ベートーヴェンは1810年7月21日に楽譜出版社のブライトコプフ・ウント・ヘルテルに宛てて「ト長調のソナタには『やさしいソナタ』もしくは『ソナチネ』と名付けて下さい」と書簡で希望を伝えており、初版譜ではそれに従って「ソナチネ」と題された。その名の示す通り、ベートーヴェンのピアノソナタとしては演奏も容易である。
第1楽章にカッコウの鳴き声に似た箇所があることから、このソナタは「かっこう」と呼ばれることがある。楽譜は1810年9月にブライトコプフ社から出版された。曲は誰にも献呈されていない。

## 演奏時間
約9分半。

## 楽曲構成

### 第1楽章
Presto alla tedesca 3/4拍子 ト長調
ソナタ形式。「ドイツ風に」と指定されており、レントラーが意識されている。序奏を置かず、曲は第1主題の提示に始まる（譜例1）。
譜例1
第2主題はニ長調に出される経過的な走句である（譜例2）。
譜例2
提示部の反復後、展開部となる。展開部は専ら第1主題の要素が扱われており、手の交差によるパッセージでカッコウの声が繰り返される。再現部は基本に忠実に進められる。なお、再現部の後にもう1度展開部から反復するように指示されている。コーダも短く簡素であり、前打音による主題の装飾が彩りを添え、上昇するアルペッジョで楽章を終える。

### 第2楽章
Andante　9/8拍子 ト短調
三部形式。メンデルスゾーンによる無言歌集の舟歌を思わせる。ゴンドラの上で二重唱を歌うような譜例3の主題に始まる。
譜例3
譜例3の歌が終わると1小節の経過を挟んでただちに中間部となる。中間部ではアルペッジョの伴奏の上に譜例4が歌われる。
譜例4
譜例3の再現を経てコーダとなる。コーダでは中間部の伴奏音形の上に譜例3の主題が奏でられ、最後は優しく閉じられる。

### 第3楽章
Vivace 2/4拍子 ト長調
ロンド形式。冒頭から軽快な主題が提示される（譜例5）。この主題はピアノソナタ第30番の冒頭主題と密接に関連している。ロンド主題は譜例5を含む8小節とその後に続く8小節から構成される。
譜例5
譜例5を基にした第2主題はホ短調で出される。
譜例6
ロンド主題が三連符の伴奏に乗って出された後、ハ長調の主題が勢いよく現れる（譜例7）。
譜例7
その後、再度姿を現すロンド主題の伴奏は16分音符に細分化される。ロンド主題を素材としたコーダは最後に向かってクレッシェンドしていくが、突如音量を落として弱音で全曲の幕を閉じる。